# Черешневий провулок (Київ)
Чере́шне́вий прову́лок — провулок у Голосіївському районі міста Києва, місцевість Мишоловка. Пролягає від проспекту Науки до тупика.

## Історія
Виник на межі 40–50-х років XX століття. Сучасна назва — з 1950-х років (згідно з даними довідника «Вулиці Києва» 1995 року — з 1951 року).